# Beija-flor-bico-de-espada
Colibri-bico-de-espada ou beija-flor-bico-de-espada  (nome científico: Ensifera ensifera) é uma espécie de ave da família Trochilidae e a única do gênero Ensifera. Pode ser encontrado em florestas subtropicais, matagais, campos e zonas rurais  da Bolívia, da Colômbia, do Equador, do Peru e da Venezuela, geralmente em locais associados com a Cordilheira dos Andes.
Pode ser diferenciado das demais espécies de beija-flores por apresentar uma coloração que varia entre o verde e bronze metálico, além de possuir um bico levemente curvado para cima e 25% maior que o corpo, sendo a única espécie de ave conhecida por tal característica. Seu bico permite que possa se alimentar de néctar de talos de flores mais compridos, além de poder ser usado em disputas territoriais com outros beija-flores, porém pode dificultar em seu voo.
Seu epíteto específico e genérico fazem alusão ao seu bico, sendo formado pela justaposição das palavras latinas ensis, que significa espada, e fera, que significa portadora, juntas significando portadora da espada.